# Casal Morena

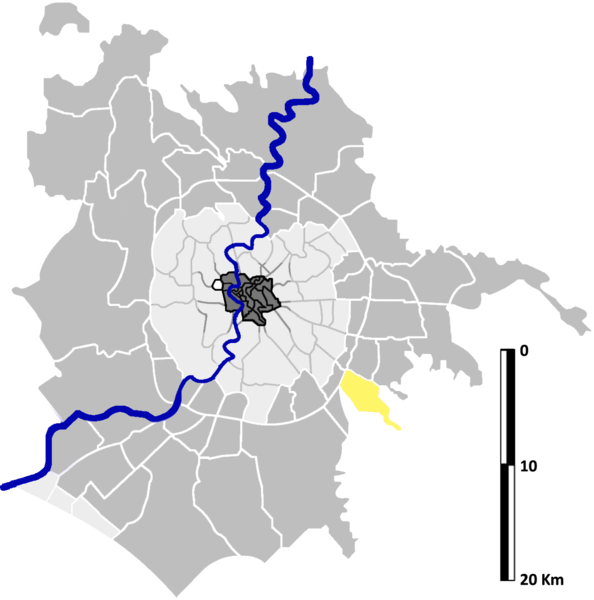
Lage von Casal Morena in Rom

Casal Morena bezeichnet die 19. Zone, abgekürzt als Z.XIX, der italienischen Hauptstadt Rom. Im Gegensatz zu den Rioni, Quartieri und Suburbi sind es die ländlicheren Gebiete von Rom. Sie gehört zum Municipio VII und zählt 34.925 Einwohner (2016). Sie befindet sich im Südosten der Stadt außerhalb der römischen Ringautobahn A90 und hat eine Fläche von 10,9158 km².
Es grenzen die Gemeinden Frascati, Grottaferrata und Ciampino an.

## Geschichte
Im 1. Jahrhundert vor Christus war das Land im Besitz des römischen Konsuls Aulo Terenzio Varrone Murena. Daher leitet sich der Name der Zona ab. In der Umgebung sind die Ruinen von drei römischen Villen. Eine davon wird Lucius Licinius Murena zugeschrieben.
Casal Morena wurde am 13. September 1961 durch Beschluss des Commissario Straordinario gegründet. Damals wurde der Ager Romanus in 59 Zonen geteilt, denen eine römische Zahl zugeteilt und ein Z vorgestellt wurde. Davon wurden sechs an die neugegründete Gemeinde Fiumicino komplett ausgegliedert und drei weitere teilweise.